# Plasa Muntele, județul Bacău
Plasa Muntele a fost o unitate administrativă sub-divizionară de ordin doi în cadrul județului Bacău (interbelic). Reședință de plasă era orașul Moinești.

## Descriere
Plasa Muntele a funcționat între anii 1918 și 1950. Prin Legea nr. 5 din 6 septembrie 1950 au fost desființate județele și plășile din țară, pentru a fi înlocuite cu regiuni și raioane, unități administrative organizate după model sovietic.

## Între1935și1950
În 1935 județul Bacău fusese organizat în 7 plăși, plasa Bistrița (cu 14 comune rurale și un oraș - Bacău, reședința plășii și ajudețului); plasa Muntele (cu 15 comune și un oraș - Moinești, reședința plășii); plasa Oituz (cu 17 comune rurale și orașele Târgu Ocna și Băile Slănic, reședința plășii fiind la Târgu Ocna); plasa Răcăciuni (cu 10 comune rurale, cu reședința la Răcăciuni); plasa Siret (cu 9 comune rurale cu reședința la Parincea); plasa Tazlău ( cu 12 comune rurale cu reședința în comuna Valea Rea, actualmente Livezi); plasa Traian (cu 11 comune rurale și cu reședința la Bacău).
La 21 septembrie 1940, prin Decretul-Lege 3219 teritoriul județului Bacău era împărțit în 6 plăși, dispărând plasa Traian.